# The Death Defying Unicorn
The Death Defying Unicorn (Untertitel: A Fanciful and Fairly Far-Out Musical Fable) ist ein Doppelalbum der norwegischen Rockband Motorpsycho in Zusammenarbeit mit Ståle Storløkken. Es erschien im Jahr 2012 bei Rune Grammofon.

## Entstehung und Veröffentlichung
Ståle Storløkken wurde für das vierzigste Molde-Jazzfestival mit einem Werk beauftragt, das er mit Motorpsycho erarbeitete und 2010 mit der Band, einer Jazz-Combo und einem Streicher-Ensemble aufführte. Im Jahr darauf wurde es von Motorpsycho und Ståle Storløkken für eine CD- und LP-Veröffentlichung überarbeitet und mit einem Konzept versehen. Das Doppelalbum wurde 2011 in Oslo und Trondheim mit Ola Kvernberg, den Trondheimsolistene und dem Trondheim Jazz Orchestra aufgenommen. Es erschien 2012 unter dem Titel The Death Defying Unicorn – A Fanciful and Fairly Far-Out Musical Fable.

## Titelliste

### CD 1
1. Out of the Woods – 2:40
2. The Hollow Lands – 7:36
3. Through the Veil – 16:01
4. Doldrums – 3:06
5. Into the Gyre – 10:22
6. Flotsam – 1:33

### CD 2
1. Oh, Proteus – A Prayer – 7:35
2. Sculls in Limbo – 2:21
3. La Lethe – 7:53
4. Oh, Proteus – A Lament – 1:04
5. Sharks – 7:56
6. Mutiny! – 8:33
7. Into the Mystic – 7:04

## Stil
Das Konzeptalbum erzählt die psychedelisch-metaphysische Geschichte eines Schiffbrüchigen. Motorpsycho und Ståle Storløkken spielen abwechslungsreiche Rockmusik mit vielfältigen Einflüssen aus Psychedelic Rock, Progressive Rock, Alternative Rock, Hardrock, Rockoper, Jazz und Neuer Musik. Die Kompositionen bewegen sich zwischen „Ruhe und Eskalation, […] leichten Melodien und überbordendem Chaos“.

## Rezeption
Die Presse reagierte positiv auf das Album. Jens Bauszus von Focus Online bezeichnete The Death Defying Unicorn als die „wahnwitzigste Rockoper aller Zeiten“, Michael Rensen vom Rock Hard als das „anspruchsvollste Musik-Highlight des Jahres“. Auf den Babyblauen Seiten wird das Album als „musikalische[r] Urknall“ bezeichnet, es sei „eigenständig und Ausdruck eines individuellen Kunstwillens“. Das eclipsed-Magazin nahm The Death Defying Unicorn in seine Liste der 150 wichtigsten Prog-Alben auf und wählte es zum Album des Jahres 2012.